# Dorsum Gast
Il Dorsum Gast è una catena di creste lunari intitolata al geologo e geochimico statunitense Paul Werner Gast nel 1973. Si trova nel Mare Serenitatis e ha una lunghezza di circa 60 km.